# Ministr vnitra Spojeného království
Ministr vnitra Spojeného království (Principal Secretary of State for the Home Department, zkráceně Home Secretary) je funkce ve vládě Spojeného království zřízená reformou státní správy v roce 1782.
Ministr vnitra patří k úzkému okruhu čtyř nejvýše postavených členů britského státního aparátu sdružených v Great Offices of State, spolu s premiérem, ministrem financí a ministrem zahraničí. S funkcí ministra vnitra je automaticky spojeno členství v Tajné radě (Privy Council). Jeho podřízenými jsou dva až tři náměstci s titulem státního ministra (Minister of State) a dva parlamentní státní podsekretáři (Parliamantery Under Secretary of State).
Do kompetencí ministra vnitra spadá řízení samotného ministerstva, policejních složek v Anglii a Walesu a tajné služby MI5 (civilní a vojenské kontrarozvědky). Dále je ministr vnitra zodpovědný za provádění imigrační politiky Spojeného království. V letech 2000–2005 sídlilo ministerstvo vnitra (Home Office) v ulici Marsham Street v londýnské čtvrti Westminster.
Od července 2024 je ministryní vnitra Yvette Cooperová působící v labouristickém kabinetu Keira Starmera. 

## Historie úřadu
Úřad státního sekretáře jako výkonného ministra se v Anglii připomíná již ve 13. století pod názvem Principal Secretary of State. Do 16. století byl státní sekretář jeden, od roku 1539 za vlády Jindřicha VIII. probíhala správa státních záležitostí pod kontrolou dvou státních sekretářů. Dva státní sekretáři zůstali zachování i v době restaurace Stuartovců po roce 1660 s tím, že jejich kompetence nebyly rozděleny podle resortů, ale regionů - Secretary of State for the Northern Department (státní sekretář severního departmentu, tj. severní oblasti Anglie) a Secretary of State for Southern Department (státní sekretář jižního departmentu, tj. jižní Anglie a Wales). Oba státní sekretáři měli zároveň na starost zahraniční záležitosti, jejich kompetence ale nebyly přesně rozděleny. Postupem doby se situace vyvinula tak, že jižní sekretář měl na starost vztahy s katolickými a muslimskými státy, severní sekretář naopak s protestantskými zeměmi. Za vlády Viléma III. a později po nástupu hannoverské dynastie se do popředí dostaly vztahy s Nizozemím a německými protestantskými státy, proto se sekretář severního departmentu již od počátku od 18. století v literatuře označuje jako ministr zahraničí, i když to není zcela přesné. Stejně tak sekretář jižního departmentu byl označován jako ministr vnitra.[zdroj?]

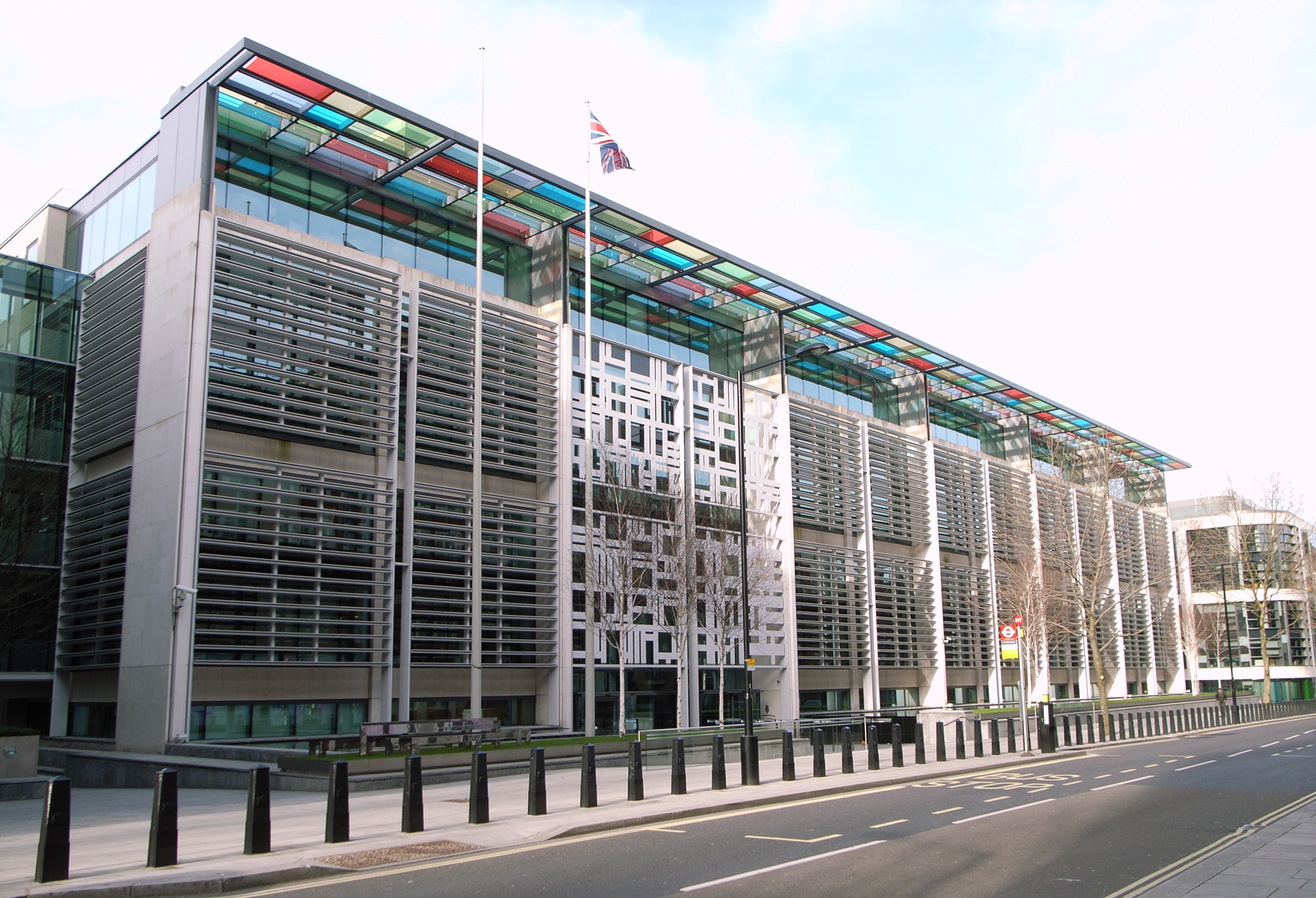
Sídlo ministerstva vnitra v ulici Marsham Street ve Westminsteru, od roku 2005

Po neúspěšném pokusu udržet kolonie v Severní Americe došlo v roce 1782 k rozsáhlé reorganizaci státní správy. Došlo ke zřízení ministerstva vnitra a ministerstva zahraničí, oba tyto úřady ale v podstatě navazovaly na dosavadní sekretariáty jižního a severního departmentu. Pod ministerstvo vnitra dočasně přešla také správa zámořských kolonií po zrušení ministerstva kolonií a úřadu pro obchod, zatímco nově ustanovený ministr zahraničí měl v kompetenci výhradně zahraniční vztahy. Již během válek s revoluční Francií ale došlo ke zřízení nového ministerstva války a kolonií, které pak převzalo správu kolonií. Ministr vnitra měl k dispozici poměrně rozsáhlý úřednický aparát a jednalo se také o velmi dobře placený post (od roku 1831 pobíral ministr roční plat 6 000 liber). Pod ministerstvo vnitra spadala mimo jiné správa věznic, tato kompetence přešla v roce 2007 pod ministerstvo spravedlnosti, respektive do správy úřadu lorda kancléře.[zdroj?]
Historicky nejdéle úřadujícím britským ministrem vnitra, a to v letech 1812–1822, byl Henry Addington (1757–1844). Addington byl předtím v letech 1801–1804 již premiérem Spojeného království a v roce 1805 byl za své zásluhy učiněn 1. vikomtem ze Sidmouthu.[zdroj?]
Jako jeden z nejdůležitějších úřadů byl post ministra vnitra v případě jiných významných osobností předstupněm k funkci premiéra. Hned historicky první ministr vnitra William Petty, 2. hrabě ze Shelburne byl nejprve krátce správcem resortu vnitra (1782) a poté předsedou vlády (1782–1783). Funkci ministra vnitra a později premiéra zastávali například Robert Peel, Herbert Henry Asquith, Winston Churchill, James Callaghan či Theresa Mayová.